# Ernest Haudos
Pour les articles homonymes, voir Haudos.
Ernest Haudos est un homme politique français, né le 25 septembre 1870 à Bassuet (Marne) et décédé le 31 décembre 1933 à Vitry-le-François (Marne).

## Biographie
Né à Bassuet (Marne), d'un père notaire issu d'une très ancienne famille de Vitry-le-François. Il fit ses études au collège de Vitry, puis à la faculté de droit de Paris où il passait son doctorat.
Il devint avocat à la Cour d'appel de Paris, puis juge de paix suppléant du XVIe arrondissement de Paris.
Affecté, depuis 1908, au conseil de guerre de la 9e région militaire, à Tours, comme substitut du commissaire du gouvernement, il a été mobilisé  le 9 août 1914.

### Carrière politique
Il se présente aux élections législatives de 1902 et 1906 contre Paul Perroche et il est battu les deux fois.
En 1907, il est élu conseiller général du canton d'Heiltz-le-Maurupt. Puis le 24 avril 1910, il est élu au premier tour, député de la Marne et remplace son ancien concurrent Perroche qui ne se représentait pas. 
Il conservera son siège jusqu'à son élection comme sénateur. Il abandonne la Chambre des députés pour se faire élire au Sénat le 20 décembre 1925.

## Synthèse des mandats
- 1907 - 19.. : Conseiller général de la Marne (canton d'Heiltz-le-Maurupt)
- 24 avril 1910 - 31 mai 1914 : député de la Marne
- 26 avril 1914 - 7 décembre 1919 : député de la Marne
- 16 novembre 1919 - 31 mai 1924 : député de la Marne
- 11 mai 1924 - 14 janvier 1926 : député de la Marne
- 20 décembre 1925 - 9 janvier 1933 : Sénateur de la Marne

## Décorations
- Chevalier de la Légion d'honneur[1]
- Officier de l'ordre des Palmes académiques - Officier de l'Instruction publique.

## Sources
- « Ernest Haudos », dans le Dictionnaire des parlementaires français (1889-1940), sous la direction de Jean Jolly, PUF, 1960 [détail de l’édition]
- Reims et la Marne, almanach de la guerre, Matot, Jules, 1916 sur Gallica